# Carl G. Schröder
Carl Gustaf Schröder, född 19 mars 1876 i Jacobs församling, Stockholm, död 20 maj 1959 i Malmö Möllevången, var en socialistisk religions- och sexualpolitisk tidningsredaktör och ungsocialistisk agitator.

## Biografi

### Tidiga år
Schröder var son till sjökaptenen Carl Lorentz Gustaf Schröder och Anna Lovisa Sten. Föräldrarna var troende och under hans uppväxt var familjens ekonomi ansträngd. 
Carl avslutade sin skolgång 1890 med gott slutbetyg. Han arbetade tidigast som springpojke i butiker för konfektionsvaror, och därefter, med avbrott för värnplikt, som affärsbiträde i en textilaffär. År 1898 anställdes han som kontorist i en ekiperingsbutik, men avskedades 1903, sannolikt på grund av politisk aktivitet.
Han debuterade som offentlig samhällskritiker inom fritänkarrörelsen 1895 och blev ett snabbt Fritänkareförbundets ledande gestalt. Kring sekelskiftet skrev han i tidningen Nya sanningar och efterföljaren Fria tankar och han blev förbundets främste föredragshållare kring moralfrågor, som grundades i hans syn på vetenskapen och dess framsteg. Ett viktigt ämne var bibelkritik vilket också präglade hans första tryckta skrift, Jesu öfvernaturliga födelse, 1898. 

### Tidigt 1900-tal
Han anslöt sig 1901 till Socialdemokratiska arbetarepartiet och förespråkade antimilitarism och en revolutionär omgestaltning av samhället. Han agerade 1902 för att partiet skulle bryta valsamarbetet med liberalerna, vilket skapade en konflikt med Hjalmar Branting. År 1903 fick han en ledande roll bland Stockholms socialdemokrater. Han höll ett uppmärksammat föredrag om SAP:s ställning i kristendomsfrågan. Hans uppfattning var att kristendomen skulle bekämpas och en intensiv debatt uppstod. Kristna arbetare organiserade ett motmöte och Branting deklarerade SAP:s neutralitetslinje - "religionen privatsak".
Schröder fick ansvar för planeringen av förstamajdemonstrationen i Stockholm 1904 men myndigheterna accepterade inte hans förslag till marschväg. Han svarade då med en skrivelse om möjligheten av en "oorganiserad demonstration". Detta föranledde polisförhör och stark kritik mot SAP. Branting fråntog Schröder rollen som demonstrationsledare och hans dagar som socialdemokratisk frontfigur var därmed slut. 
Hösten 1904 anslöt han sig till Svenska socialistiska ungdomsförbundet. Sommaren 1905 blev han redaktör för socialdemokratiska Blekinge Folkblad som under hans ledning blev ett språkrör för ungsocialismen och anarkismen.
År 1905 publicerades den ungsocialistiska tidningen Gula faran i Kalmar, som av myndigheterna belades med kvarstad. Den mest uppmärksammade artikeln hade rubriken ”Fyra konungar eller fyra stråtröfvare i tjufsamhället”, i vilken Oscar II beskrevs som tjuvarnas konung. Åtal för majestätsförbrytelse följde. 
Efter detta startade Schröder ett eget tidningsföretag och utgav i april 1906 Nya Folkviljan, med ungsocialistiska åsikter i opposition till månadstidningen Brand, vars redaktör var Hinke Bergegren. Nya Folkviljan blev framgångsrik med upplagan 12 000 ex. 
Inom SAP:s ledning kände man sig besvärad över ungsocialisternas kritik av partiets politik och 1906 beslöt man att suspendera Hinke Bergegren och Schröder ur partiet. 
I början av 1908 började Nya Folkviljan publicera anarkisten Arnold Rollers (pseudonym för Siegfried Nacht) arbeten. Skrifterna beslagtogs. Roller argumenterade för en intensiv klasskamp med bland annat sabotage. I många hamnar pågick då strejker och en bomb mot ett logementsfartyg med strejkbrytare, Amalthea, fick stor uppmärksamhet. Polisen arresterade ett stort antal ungsocialister, bland dem Schröder. De verkliga attentatsmännen avslöjades dock inom kort och Anton Nilson, Algot Rosberg och Alfred Stern dömdes för dådet. Händelsen väckte stort uppseende. Från socialdemokratiskt håll var kritiken hård mot de ungsocialistiska tidningarna. Schröder utpekades som den moraliskt ansvarige för våldsdådet genom hans tidnings propaganda.
Vid ett möte i Landskrona höll Schröder föredraget ”Friheten i Sverige”. Efter detta åtalades och dömdes han enligt Staaff-lagarna för prisande av brottslig handling till ett år och tre månaders fängelse. 

### 1910-talet
Från mitten av 1908 agiterade både Nya Folkviljan och Brand för en facklig aktivitet i syndikalistisk anda. Ungsocialister i Skåne, Lundakommittén, försökte skapa en ny landsorganisation med syndikalistisk inriktning, men stödet var begränsat. Schröders stöd hade dock avgörande betydelse för tillkomsten av Sveriges arbetares centralorganisation, SAC, år 1910.
Åren därefter präglas av stridigheter och ekonomiska svårigheter för hans tidningar. Han tycks då ha tröttnat på den ständiga ekonomiska kampen. 
Liksom Hinke Bergegren tillhörde han den falang inom den tidiga socialdemokratin som avvisade statssocialismen och i stället förespråkade en rörelsesocialistisk riktning för arbetarrörelsen. De båda hade uteslutits ur partiet 1908 efter långvariga strider med Hjalmar Branting. Men för eftervärlden är de två kanske mest kända som föregångare i sexualreformsrörelsen och sitt stora arbete för rätten att sprida information om preventivmedel. År 1910 genomfördes kampanjen Kärlek utan barn i vilken Hinke Bergegren myntade uttrycket ”Det är bättre med kärlek utan barn än barn utan kärlek”. För spridandet av information om preventivmedel blev Bergegren dömd till ett kortare fängelsestraff. Den lag mot agitation för preventivmedel som antogs 1910 kom att kallas Lex Hinke.
Inom anarkistiska kretsar hade det ofta förespråkats fri kärlek, naturism och polyamori. Hinke Bergegren hade gjort sexualupplysning till en del av den ungsocialistiska agitationen och två ungsocialister, Nils Adamsson och Carl G. Schröder skulle komma att bli förmögna på vad som i en annons i Brand 1905 kallas "franska försiktighetsartiklar".
Schröder var innehavare av affär för preventivmedel och sjukvårdsartiklar i Malmö från omkring 1910. För denna verksamhet sökte och tilldelades han år 1913 handelsrättigheter. Efter att han lämnat redaktörsstolen på Nya Folkviljan koncentrerade han sig helt på affärsverksamheten om vilken Karl Fernström  skrivit: ”Hans goda affärssinne har senare fört honom till ett välstånd som ryktet påstår skulle ligga i miljonärzonen.”

### Senare år
Carl G. Schröder blev framgångsrik som företagare och ägare till ett par större fastigheter i Malmö. Hans politiska åsikter kom under årens lopp att modereras, men han förblev fritänkare.
År 1932 bildades i Stockholmstrakten den första föreningen för naturism i Sverige, Hälsa genom nakenkultur, under ledning av läkaren och medicinprofessorn Johan Almkvist, och senare av Elise Ottesen-Jensen, med nära kontakt till anarkism och syndikalism. En naturistförening för södra Sverige bildades i Malmö 1933, med Carl G. Schröder som ordförande (Johan Almkvist var medlem i både Stockholmsföreningen och föreningen Malmö-Lund).
Carl G. Schröder som avled den 20 maj 1959, var gift med telefonisten Frida Rising Key (1878–1900), därefter med Hildur Elin Charlotta Nygren (1882–1953). Schröder är begravd på Östra kyrkogården i Malmö.

### Främsta källor
- Svenskt Biografiskt Lexikon: Carl G. Schröder
- Syndikalisterna: Carl G. Schröder
- Schröder, Carl Gustaf på SvenskaGravar.se